# Trigger warning (psychologie)
Pour les articles homonymes, voir Avertissement et Trigger warning.
Un avertissement au public, un traumavertissement ou un trigger warning en anglais (communément réduit au sigle TW) est un avertissement, généralement écrit, qui prévient qu'un contenu (graphique ou non) pourrait raviver un traumatisme psychologique chez certaines personnes.
Apparus vers 2008 dans les forums, les tweets, les blogs et les safe spaces des milieux féministes, LGBTQIA+, postcolonialistes, antiracistes et plus généralement progressistes, le terme et le concept se propagés dans d'autres domaines, tels les journaux et les cours universitaires.
Un trigger warning se présente généralement sous la forme d'une mention écrite de type « Trigger warning : (sujet) » ou « TW : (sujet) », le sujet désignant le type de contenu potentiellement traumatisant, et permet à une personne de choisir de poursuivre ou non sa lecture en connaissance de cause. Par exemple : Alcoolisme, Pédophilie, Mort (d'un enfant), Inceste, Racisme (systémique), Agression sexuelle, Parents toxiques, etc.. Les éléments annoncés par les trigger warnings sont désignés sous le terme de « trauma triggers » ou « triggers ».
Depuis 2020, les études se sont multipliées qui mettent en doute l'efficacité et la pertinence de ce type d'avertissement.

## Trauma triggers
Un trauma trigger (qui signifie « déclencheur de traumatisme »), parfois désigné sous le terme de « stimulus traumatique » ou de « facteur de stress traumatique », est une expérience qui va provoquer le déclenchement d'un souvenir traumatique. Ce trigger n'a pas besoin d'être effrayant ou traumatisant et peut rappeler indirectement ou de façon superficielle un précédent évènement traumatique.
Parmi ces déclencheurs peuvent par exemple se trouver des représentations de violences physiques ou psychologiques (comme des agressions sexuelles, viols, du racisme, de l'homophobie, de la transphobie…) mais aussi de troubles des conduites alimentaires, de troubles psychologiques (dépression, suicide…).
De manière générale, tout sujet susceptible de mettre la personne mal à l'aise et pouvant aller jusqu'à provoquer des crises de paniques, des flashback désagréables ou des manifestations d'un trouble de stress post-traumatique (TSPT) peut être considéré comme un déclencheur. Celui-ci peut donc être très difficile à anticiper.

## Débat sur l'utilisation
Les trigger warnings ont d'abord été utilisés dans les blogs et les communautés en ligne, en particulier celles qui traitent des troubles de l'alimentation, de l'automutilation, de la violence sexuelle, puis du féminisme et de la communauté LGBTQIA+ dans un contexte plus large.

### Dans les médias
Dans une interview pour The Daily Telegraph à propos des trigger warnings, le professeur Metin Basoglu, psychologue reconnu pour ses recherches sur les traumatismes, a déclaré « qu'au lieu d'encourager une culture de l'évitement, [les médias] devraient encourager leur diffusion. La plupart des victimes de traumatismes évitent les situations qui leur rappellent leur expérience. L'évitement signifie l'impuissance, l'impuissance signifie la dépression. Ce n'est pas bon. »
Richard J. McNally, professeur de psychologie à l'université Harvard, a écrit dans le Pacific standard que « les trigger warnings sont conçus pour aider les victimes à éviter les rappels de leur traumatisme, empêchant ainsi un inconfort émotionnel. Pourtant, l'évitement renforce le TSPT. À l'inverse, l'exposition systématique aux déclencheurs et les souvenirs qu'ils provoquent est le moyen le plus efficace de surmonter le trouble. » L'article de McNally cite plusieurs études sur le TSPT pour appuyer ces affirmations.
Pour sa part, Jay Caspienne Kang, journaliste sportif connu de Grantland, accuse ces avertissements de « réduire une œuvre littéraire aux éléments les plus laids de son intrigue. »
En France, l'utilisation des trigger warnings est défendue notamment par le blog Genre!, à qui « ces critiques […] semblent infondées et manifester à la fois ignorance et manque cruel d’empathie ». De son côté, Mymy Haegel, dans le média en ligne Madmoizelle, note que le thème des trigger warnings est abordé au cinéma, comme dans Iron Man 3, ou dans Les Mondes de Ralph.

### Dans l'enseignement supérieur
Les mises en garde se sont répandues dans l’enseignement supérieur aux États-Unis et des étudiants ont commencé à demander des trigger warnings peu après 2010. C'est ainsi qu'en 2014, le gouvernement étudiant de l'université de Californie à Santa Barbara adopte une résolution en faveur de l'utilisation des trigger warnings. Selon celle-ci, les professeurs devraient avertir les étudiants de la présence d'éléments susceptibles de les heurter et leur permettre de ne pas participer à un cours. Angus Johnston, professeur d'histoire à l'université de New York, estime que les trigger warnings peuvent faire partie d'une « pédagogie saine », en notant que les étudiants rencontrant des éléments potentiellement déclencheurs de traumatismes dans un cours y « viennent comme des personnes entières possédant une grande variété d'expériences [vécues], et que le chemin que nous empruntons ensemble peut parfois être douloureux. Reconnaître cela ne veut pas dire qu'ils sont dorlotés. En fait, c'est tout le contraire. »
Par extension, les trigger warnings en sont venus à inclure un large éventail de sujets susceptibles de susciter une réponse émotive, incluant les manifestations de racisme, sexisme, classisme, capacitisme ainsi que toute situation de privilège et d'oppression. Chez un professeur américain, la liste incluait, en 2021 : Covid-19, Black Lives Matter, Trump, #MeToo, et George Floyd.
Ces politiques ont provoqué un tollé au sein des universités, où les professeurs se sentent démunis. L'énumération de trigger warnings possibles a vite été considérée comme trop politiquement correcte. Certains font valoir qu'une formation universitaire n'est pas censée être une distraction qu'on peut interrompre si on ne passe pas un bon moment. En 2014, l'Association américaine des professeurs d'université publie un rapport critique sur les trigger warnings dans un contexte universitaire, en déclarant que « la présomption selon laquelle les élèves doivent être protégés et non pas mis à l'épreuve des faits dans une salle de classe est à la fois infantilisante et anti-intellectuelle ».
À partir de 2016, l'Université de Chicago avertit ses étudiants qu'elle ne pratique pas le recours à des trigger warnings, en raison de son appui à la liberté d'expression.
La plus grande sensibilité aux préoccupations des étudiants en matière de santé mentale et d'égalité raciale et sexuelle s'est transformée en une menace pour la liberté académique et en un débat ouvert, d'après Florence Waters. Cette problématique a amené nombre de professeurs à supprimer des contenus sensibles, notamment la législation sur le viol dans des cours sur le code criminel.

### Études universitaires critiques
Trois études menées en 2020 auprès d'adultes et d'élèves universitaires ont conclu que la présence de trigger warnings avant de présenter des scènes de violence (viol, suicide) n'avaient aucun effet significatif sur l'impact émotionnel ni sur l'apprentissage, mais engendraient le sentiment que ces avertissements étaient nécessaires pour des sujets sensibles.
En 2021, Amna Khalid et Jeffrey Aaron Snyder confirment les craintes exprimées dès 2014 par Florence Waters et indiquent dans une chronique basée sur 17 études que ces avertissements ne soulagent pas la détresse émotionnelle et n'ont pas pour effet de réduire les impacts négatifs des contenus concernés. En outre, les auteurs affirment ne pas avoir trouvé une seule étude démontrant un quelconque effet bénéfique de ce genre de pratique.
Une étude menée auprès de 355 étudiants du premier cycle universitaire conclut que les étudiants confrontés à des textes exposant des expériences traumatiques n'ont pas cherché à éviter ces passages et que ces textes ne semblent pas avoir exacerbé les symptômes chez ceux et celles souffrant de TSPT.
Selon une autre étude, les trigger warnings pourraient même avoir pour résultat d'accroître l'anxiété des individus victimes de TSPT, les incitant à considérer l'événement traumatique en question comme central à leur récit de vie : « Cet effet est ironique dans le sens que les trigger warnings pourraient être particulièrement nuisibles pour les personnes mêmes qu'ils cherchaient à protéger. »
En août 2022, une méta-analyse conclut que les trigger warnings ne présentent aucun bénéfice: ils n'aident pas à réduire les émotions négatives et n'améliorent pas la compréhension de la matière enseignée. En revanche, ils augmentent l'anxiété préalable et peuvent créer de la détresse. Ce constat est repris par Jill Filipovic qui estime elle aussi que « le fait d'appliquer le vocabulaire du traumatisme à un événement modifie la façon dont celui-ci est interprété, ce qui peut, chez certaines personnes, amplifier des sentiments d'impuissance et de désespoir. »

## Sources
- (en) Jill Filipovic, « I Was Wrong About Trigger Warnings. Has the national obsession with trauma done real damage to teen girls? », The Atlantic,‎ 9 août 2023 (lire en ligne)
- (en) V.M.E. Bridgland, P.J. Jones & B.W. Bellet, « A Meta-Analysis of the Effects of Trigger Warnings, Content Warnings, and Content Notes », OSF Preprints,‎ 23 août 2022 (lire en ligne)
- (en) Amna Khalid et Jeffrey Aaron Snyder, « The Data Is In — Trigger Warnings Don’t Work », The Chronicle of Higher Education,‎ 15 septembre 2021 (lire en ligne)
- (en) Payton J. Jones, Benjamin W. Bellet et Richard J. McNally, « Helping or Harming? The Effect of Trigger Warnings on Individuals With Trauma Histories », Clinical Psychological Science,‎ 1er juin 2020 (lire en ligne)
- Judith Lewis, MD Herman, Trauma and Recovery, BasicBooks, A Division of HarperCollins Publishers, 1992 (ISBN 978-0-465-08765-5)
- (en) Guy A. Boysen, Raina A. Isaacs, Lori Tretter et Sydnie Markowski, « Trigger warning efficacy: The impact of warnings on affect, attitudes, and learning », Scholarship of Teaching and Learning in Psychology, no 7(1),‎ 2021, p. 39-52 (lire en ligne)
- (en) Ouch blog, « Trigger warnings: What do they do? », BBC news, BBC,‎ 25 février 2014 (lire en ligne, consulté le 25 février 2014)
- Diana Pozo, « Trigger warnings and the porn studies classroom », Porn Studies, Taylor and Francis, vol. 2, nos 2–3,‎ juillet 2015, p. 286–289 (DOI 10.1080/23268743.2015.1054683, lire en ligne)
- (en) Matthew Kimble, William Flack, Jennifer Koide, Kelly Bennion, Miranda Brenneman et Cynthia Meyersburg, « Student reactions to traumatic material in literature: Implications for trigger warnings », PLOS ONE, vol. 16, no 3,‎ 25 mars 2021 (DOI 10.1371/journal.pone.0247579)